# ال توپو
ال توپو (اسپانیایی: El Topo‎) یک فیلم هنری آوانگارد در سبک وسترن اسیدی به کارگردانی، نویسندگی و بازیگری آلخاندرو خودوروفسکی است که در سال ۱۹۷۰ منتشر شد.
در ساخت این فیلم از بازیگران معلول و کوتاه قامت، مقادیر زیادی از نمادگرایی مسیحی و فلسفه شرقی استفاده شده‌است و داستان هفت تیرکشی به نام ال توپو و تلاش‌های او برای رسیدن به روشنگری را روایت می‌کند.
ال توپو در زبان اسپانیایی به معنای موش کور است.

## داستان
ال توپو با پسر هفت ساله و برهنه خود، هیجو سوار بر اسب در صحرا سفر می‌کند. آنها در مسیر خود با شهری روبرو می‌شوند که تمامی ساکنان آن به طرز فجیهی کشته شده‌اند. ال توپو عاملان این اتفاق و رهبر آنها را که یک کلنل فربه و طاس است را پیدا می‌کند و به قتل می‌رساند. ال توپو پسرش را نزد راهبان آن منطقه رها می‌کند و با زنی که کلنل او را به عنوان برده نگه داشته بود به مسیر خود ادامه می‌دهد. ال توپو نام زن را مارا می‌گذارد و چند روز بعد از آشنایی به او تجاوز جنسی می‌کند. مارا او را متقاعد می‌کند که چهار تفنگدار بزرگ را شکست دهد تا به بزرگ‌ترین مرد مسلح در سرزمین بدل شود و بتواند عشق او را به دست آورد. هر تفنگدار نماینده یک دین یا فلسفه خاص است و ال توپو در هر نوبت قبل از دوئل، نزد هر کدام از آنها مهارتی می‌آموزد. ال توپو نه از طریق مهارت بلکه از طریق حیله و شانس موفق می‌شود در نبرد با تمامی تفنگداران پیروز شود.
پس از اولین دوئل، زنی سیاه پوش با صدایی مردانه ال توپو و مارا را پیدا و در رسیدن به تفنگداران باقی مانده راهنمایی می‌کند. با کشتن هر تفنگدار ال توپو شک و تردیدهای بیشتری نسبت به مأموریت خود پیدا می‌کند، اما مارا او را متقاعد می‌کند که به راه خود ادامه دهد. تفنگدار چهارم پیش از اینکه ال توپو بتواند او را بکشد، اقدام به خودکشی می‌کند و ال توپو که اکنون مرتکب به گناه شده‌است اسلحه خود را از بین می‌برد و به محل مرگ تفنگداران پیشین بازمی‌گردد و اجساد آنان را به ترتیب در حین سوختن در آتش، پوشیده شده در اشیاء هندسی و مورد تهاجم زنبورها تماشا می‌کند. در ادامه زن سیاه پوش با ال توپو روبرو می‌شود و چندین بار به شیوه استیگماتا به او شلیک می‌کند و در حالی که ال توپو مجروح شده‌است مارا به همراه زن سیاه پوش آنجا را ترک می‌کنند. کمی بعد ال توپو توسط گروهی از کوتوله‌ها و عجیب الخلقه‌ها به سمت مکانی نامشخص برده می‌شود.
ال توپو سال‌ها بعد در غاری از خواب بیدار و متوجه می‌شود که قبیله رانده‌شدگان که ظاهری بد فرم دارند از او مراقبت کرده‌اند و در حالی که او در هنگام خواب بر روی چهار درسی که از تفنگداران آموخته بود تمرکز می‌کرد، او را به‌عنوان شخصیتی خداگونه متصور شده بودند. طردشدگان در سیستمی از غارها که در کوهی واقع شده‌است، زندگی می‌کنند که راه خروج از آنها مسدود بوده و تنها یک راه خروجی وجود دارد که دور از دسترس آنهاست. با بیدار شدن ال توپو، او دوباره متولد می‌شود و تصمیم می‌گیرد به طردشدگان کمک کند. او می‌تواند به راه خروجی برسد و همراه با دختر کوتوله‌ای که معشوق او می‌شود به شهر می‌روند و برای فرقه‌های فاسد حاضر در آنجا به اجرای خیابانی می‌پردازند تا بتوانند پولی برای خرید دینامیت جمع‌آوری و حفر تونل برای خروج طرد شدگان را تسهیل کنند.
هیجو که اکنون یک راهب جوان است به شهر می‌رسد تا کشیش جدید آنجا شود، اما از اعمال انحرافی مذهبیون به ویژه نمایش مکرر طرح‌هایی از چشم جهان بین در سطح شهر و خشونت آنها بیزار است. کمی بعد هیجو پدر خود ال توپو را ملاقات می‌کند، علیرغم تغییرات ظاهری ال توپو هیجو او را شناسایی و قصد جان او را می‌کند، اما متقاعد می‌شود تا زمان آزادی طردشدگان صبر کند. هیجو در هنگام حفر تونل و در حالی که لباس مشکی پدرش را بر تن دارد، صبر خود را از دست داده و شروع به کار در کنار ال توپو می‌کند تا بتواند او را سریع تر به قتل برساند. در نقطه ای که هیجو آماده است تا از اتمام تونل صرف نظر کند، ال توپو وارد غار می‌شود و تونل را کامل می‌کند، در همان لحظه هیجو متوجه می‌شود که نمی‌تواند خود را مجبور به کشتن پدرش کند.
طردشدگان از غار بیرون می‌آیند اما با ورود به شهر مورد حمله فرقه داران قرار می‌گیرند. ال توپو با درماندگی شاهد سلاخی شدن آنها است و به سمت او نیز تیراندازی می‌شود. او با تحمل زخم‌هایش تمام فرقه داران را قتل‌عام می‌کند، سپس با استفاده از یک چراغ نفتی خود را به آتش می‌کشد. معشوق ال توپو در همان زمان زایمان می‌کند و به همراه هیجو قبری برای بقایای او می‌سازند. همانند قبر یکی از تفنگداران، قبر ال توپو نیز پوشیده از کندوی عسل می‌شود. در نهایت هیجو با معشوق و فرزند پدرش سوار بر اسب آنجا را ترک می‌کنند.

## بازیگران
- آلخاندرو خودوروفسکی در نقش ال توپو
- برونتیس خودوروفسکی در نقش کودکی هیجو
- آلفونسو آراو در نقش راهزن شماره یک
- خوزه لوئیس فرناندز در نقش راهزن شماره دو
- آلف جونکو در نقش راهزن شماره سه
- ژاکلین لوئیس در نقش همسر ال توپو
- مارا لورنزیو در نقش مارا
- پائولا رومو در نقش زن سیاه پوش
- دیوید سیلوا در نقش کلنل
- هکتور مارتینز در نقش تفنگدار اول
- خوان خوزه گورولا در نقش تفنگدار دوم
- ویکتور فوسادو در نقش تفنگدار سوم
- آلیشا نیوتن به عنوان همسر تفنگدار سوم
- آگوستین ایسونزا در نقش تفنگدار چهارم
- رابرت جان در نقش بزرگسالی هیجو
- برتا لوملی در نقش مادر تفنگدار دوم
- خوزه آنتونیو آلکاراز در نقش کلانتر
- خوزه لگارتا در نقش مرد در حال مرگ

## تفسیر فیلم
این فیلم اغلب به عنوان استعاره ای از عهد عتیق و جدید تفسیر شده که در آن چهار معلم به عنوان چهار پیامبر بزرگ عهد عتیق (اشعیا، ارمیا، حزقیال و دانیال) و ال توپو به عنوان عیسی مسیح معرفی می‌شود.
علاوه بر این، انتقادی از جامعه غربی و دین مردم آن را نشان می‌دهد که در واقع ماتریالیسم و ایدئولوژی بهتر بودن از دیگران را نقد می‌کند، شخصیت مارا بازنمایی خواسته‌هایی است که ال توپو در برابرش تسلیم شده و خودش به آن نزدیک می‌شود. بودا با دیو مارا که گفته می‌شود او را وسوسه کرد که تسلیم خواسته‌های زمینی شود و او را از رسیدن به روشنایی بازدارد، رفت. به روشی بسیار محتاطانه، با پرستش یک خدای دروغین، وجه سیاه مادرسالاری و قوانین دروغین زیبایی را در استانداردهای دوگانه جامعه آشکار می‌کند (به نمایندگی از چشم رع، نماد دلار و فرهنگ آمریکایی آن سال‌ها) و اصول و آموزه‌های دین خود را فراموش می‌کنند و به خود اجازه می‌دهند که گرفتار افراط و تفریط شوند و به سرگرمی‌های پیش پا افتاده و جاذبه‌های خشونت‌آمیز بیفتند. در یک سکانس مقدماتی متحرک، ال توپو به‌عنوان فرایند توصیف شده در تمثیل غار، که در جمهوری افلاطون یافت شده‌است، توصیف می‌شود.
صحنه آخر، که در آن ال توپو خود را به آتش می‌کشد، تصویری شبیه به عکس یک راهب بودایی (Thích Quảng Đức) را به اشتراک می‌گذارد که در یکی از خیابان‌های سایگون خود را سوزاند، به عنوان نوعی اعتراض علیه ظلم دولت.

## جنجال‌ها
خودوروفسکی پس از انتشار فیلم با ادعای اینکه صحنه تجاوز شبیه‌سازی نشده بود جنجال به پا کرد:
وقتی که می‌خواستیم صحنه تجاوز را ضبط کنیم به مارا لورنزیو توضیح دادم که قرار است او را کتک بزنم و بعد به او تجاوز کنم، در طول فیلمبرداری هیچ رابطه عاطفی بین ما نبود به دلیل اینکه من در همه قراردادها بندی مشخص کردم مبنی بر اینکه بازیگران زن نمی‌توانند با کارگردان معاشقه کنند. ما تا آن لحظه با هم صحبتی نکرده بودیم و من چیز زیادی دربارهٔ او نمی‌دانستم. هر دو به همراه یک فیلمبردار و تکنسین به صحرا رفتیم و به غیر از این کسی همراه ما نبود و گفتم که احتیاجی به تمرین نیست و تنها یک برداشت وجود خواهد داشت چون تکرار آن غیرممکن خواهد بود، دوربین‌ها را فقط زمانی بچرخانید که من به شما علامت می‌دهم و من واقعاً به او تجاوز کردم و او واقعاً فریاد می‌کشید.
او در ادامه بیان کرد که پس از این مارا به من گفت که پیش از این هم مورد تجاوز قرار گرفته‌است. به نظر من مارا در این فیلم شخصیت سرد و خشکی دارد تا زمانی که ال توپو به او تجاوز می‌کند و مارا به ارگاسم می‌رسد. به همین دلیل است که در آن صحنه یک فالوس سنگی را نشان دادم که از آن آب می‌ریزد. او در این صحنه به ارگاسم می‌رسد، جنس مخالف را می‌پذیرد و این همان مشکلی است که برای مارا در واقعیت اتفاق افتاد. صحنه ای خارق‌العاده و بسیار بسیار قوی.
در سال ۲۰۱۹، خودوروفسکی به اظهارات قبلی خود پرداخت و گفت که این بخشی از یک شیرین‌کاری تبلیغاتی است: «آنها کلمات بودند نه واقعیت و تبلیغات سوررئالیستی برای ورود به دنیای سینما از موضع ابهام» من تصدیق می‌کنم که این بیانیه از این جهت مشکل‌ساز است که خشونت تخیلی علیه یک زن را به عنوان ابزاری برای افشاگری معرفی می‌کند و اکنون متأسفم که پس از پنجاه سال این را حقیقت می‌دانند.

## بازخورد
در جمع‌آوری نقدهای راتن تومیتوز، ال توپو دارای رتبه تأیید ۸۰٪ بر اساس ۴۴ نقد و میانگین امتیاز ۷٫۱/۱۰ است. بر اساس نظر اجمالی، ال توپو اثری حیرت‌آور، گیج‌کننده و حاوی خلاقیت‌هایی می‌باشد که خودوروفسکی را به چنین استعداد منحصر به فردی تبدیل کرده‌است.
ال توپو در چهل و چهارمین دوره جوایز اسکار به عنوان نامزد برای بهترین فیلم خارجی زبان از کشور مکزیک انتخاب شد، اما به این عنوان پذیرفته نشد.
جلوه‌های بصری فیلم اصلی‌ترین نقطه مناقشه در میان منتقدان بود که در مورد اینکه آیا سکانس‌ها و مونتاژ معنادار یا صرفاً بهره‌بردار هستند بحث می‌کردند. وینسنت کنبی از نیویورک تایمز در رابطه با نمادگرایی درون فیلم نوشت: «همه آن‌ها در فیلمی حضور دارند که به معنی واقعی کلمه جرات دارد، اما بدنه ای نیست که به آن شکل یا عملکرد خاصی ببخشد». بر این اساس کنبی باور داشت که این فیلم یک کلاهبرداری است. جین سیسکل از شیکاگو تریبون در مورد چگونگی درک تصاویر در چارچوب فرهنگ مواد مخدر اظهار نظر کرد و در نقد خود گفت: «ال توپو به یک نمایش عجیب و غریب، اروتیک، خشن و بالقوه تبدیل می‌شود، به عقیده من حضور تمامی این عناصر در یک فیلم می‌تواند بسیار سنگین و برای بعضی‌ها خسته کننده باشد».
با این حال، راجر ایبرت از آن دسته منتقدانی بود که نسبت به فیلم مشتاق‌تر هستند و ال توپو را در مجموعه فیلم‌های بزرگ خود قرار داد. پیتر شلدال، نویسنده نیویورک تایمز این فیلم را «یک شاهکار بسیار عجیب» توصیف کرد و گفت: «در ابتدا ممکن است چیزی بیشتر از یک فانتزی سورئال و خشن به نظر نرسد، اثری با تخیلات افسانه‌ای اما احتمالاً آشفته که ممکن است رؤیایی و دیوانه کننده باشد، با این حال اگر یک بار دیگر این فیلم را از اول ببینیم متوجه می‌شویم که در آن همه چیز مانند یک ساعت دقیق و منظم کار می‌کند».
این فیلم بر اساس نظر ۲۵ منتقد و متخصص سینما در مکزیک که توسط مجله سوموس در سال ۱۹۹۴ منتشر شده‌است، در فهرست ۱۰۰ فیلم برتر سینمای مکزیک در رتبه ۴۲ قرار گرفته‌است.

## تأثیرات
چهره‌های قابل توجه زیادی از طرفداران این فیلم هستند که از بین آنها می‌توان به دیوید لینچ، نیکلاس ویندینگ رفن، ساموئل فولر، Suda51، پیتر فوندا، دنیس هاپر، مایتی بوش، پتن اسوالت، باب دیلن، راجر واترز، مرلین منسون، فرانک اوشن، جارویس کوکر، پیتر گابریل، جرج هریسون، لوسیا لی و جان لنون اشاره کرد. گابریل ادعا کرده‌است که این فیلم الهام‌بخش آلبوم مفهومی و کلاسیک گروه جنسیس با نام بره در برادوی دراز می‌کشد بود، در حالی که همکار جرد اکمن این فیلم را یک آزمایش شکست خورده توصیف کرد. جان برهام به درخواست جان لنون این موسیقی را برای انتشار در اپل رکوردز دوباره ضبط کرد. Suda51 از ال توپو به عنوان الهام بخش اصلی خود در ساخت بازی ویدئویی No More Heroes نام برد. گور وربینسکی نیز از آن به عنوان منبعی الهام بخش برای ساخت انیمیشن رنگو یاد کرد، همچنین شباهت‌هایی بین داستان بازی ویدئویی آدورلد: خشم بیگانگان و اتفاقات این فیلم وجود دارد.

## انتشار
هیچ قصد اولیه ای برای نمایش ال توپو در محل فیلمبرداری و تولید آن یعنی مکزیک وجود نداشت. بن بارنهولتز، صاحب تئاتر الگین در نیویورک نمایش خصوصی ال توپو را در موزه هنر مدرن دید، او به یاد می‌آورد که علیرغم خروج چندین نفر از تماشاگران، مجذوب فیلم شده بود. بارنهولتز در تلاشی ناموفق برای خرید حقوق آمریکایی فیلم، تهیه‌کننده را متقاعد کرد که فیلم هنگام نیمه شب در الگین نمایش داده شود و نمایش‌های دیرهنگام ساعت ۱ بامداد جمعه و نیمه شب در طول هفته را انتخاب کرد تا به مخاطبان احساس کشف خود را بدهد. این فیلم در ۱۸ دسامبر ۱۹۷۰ به نمایش درآمد و به‌طور مداوم در هفت روز هفته تا پایان ژوئن ۱۹۷۱ پخش شد.
این فیلم از طریق ابکو فیلمز که متعلق به آلن کلاین، مدیر گروه بیتلز است در سراسر ایالات متحده منتشر و همانند نمایش قبلی خود در الگین، اواخر شب نمایش داده شد. بحثی در این باره وجود دارد که این فیلم بدون حمایت افرادی همچون جان لنون و آلن کلاین مخاطب قابل توجهی پیدا نمی‌کرد.

## نمایش خانگی
تا سال‌های متمادی، تماشای این فیلم فقط در نمایش‌های نیمه‌شب خانه‌های هنری و از طریق دیسک‌های لیزری ژاپنی سانسور شده و ویدیوهای بوتلگ امکان‌پذیر بود تا اینکه نسخه رسمی دی وی دی آن در ۱ می ۲۰۰۷ و اولین نسخه بلوری آن در ۲۶ آوریل ۲۰۱۱ منتشر شد.

## دنباله
حدوداً از اوایل دهه ۹۰ میلادی، خودوروفسکی در تلاش برای ساخت دنباله ای برای ال توپو بوده‌است. در سال ۱۹۹۶، یک پوستر تیزر جدید منتشر شد در حالی که ظاهراً هیچ فیلمبرداری انجام نشده بود. عنوان اصلی فیلم پسران ال توپو بود که گاهی بین سال‌های ۱۹۹۶ و ۲۰۰۲ به آبل کین تغییر یافت.
مقاله ای در سال ۲۰۰۲ در روزنامه گاردین بیان کرد که مرلین منسون مشتاق بازی در این فیلم است، اما خودوروفسکی برای جمع‌آوری پول برای این پروژه با مشکلات زیادی روبرو بود. خودوروفسکی در مصاحبه ای با گاردین در نوامبر ۲۰۰۹ اظهار داشت که پروژه شایعه شده بعدی او یک وسترن متافیزیکی با عنوان کینگ شات نیست و در عوض قرار است که او کار خود را بر روی پروژه ای به نام پسر ال توپو با همکاری برخی از تهیه‌کنندگان روسی آغاز کند.
در سال ۲۰۱۶ دنباله ای به صورت کمیک با نام پسران ال توپو منتشر شد.